# Dawda Leigh
Dawda Leigh (Oslo, 27 giugno 1986) è un ex calciatore ed ex giocatore di calcio a 5 norvegese, di ruolo centrocampista.

## Carriera

### Club

#### Skeid
Leigh ha iniziato la sua carriera nello Skeid, all'epoca militante nella 1. divisjon. Ha esordito in squadra il 26 ottobre 2003, giocando dal primo minuto nella penultima partita di campionato contro l'Hønefoss, conclusasi con una sconfitta esterna per 2-0. Il 31 ottobre 2004 ha segnato la prima rete ufficiale della sua carriera, ai danni dell'Hønefoss, contribuendo alla vittoria in trasferta dello Skeid per 1-3.
Al termine del 2005, la sua squadra è retrocessa nella 2. divisjon, per essere nuovamente promossa l'anno dopo. Nel 2007, ha collezionato 20 apparizioni in campionato, culminato ancora con una relegazione nella divisione inferiore. Il campionato 2008, così, lo ha giocato nuovamente in 2. divisjon, ma al termine della stagione ha lasciato lo Skeid per trasferirsi al Vålerenga.

#### Vålerenga
Con il Vålerenga, ha esordito nella Superfinalen 2009, disputata e persa contro lo Stabæk per 3-1, in data 8 marzo. La settimana seguente, ha esordito nell'Eliteserien, nella sconfitta per 3-0 in casa del Rosenborg. Il 6 maggio dello stesso anno, ha segnato la prima rete nella massima divisione norvegese ai danni del Molde, aiutando la sua squadra ad imporsi per 0-3 all'Aker Stadion.
Il 30 luglio 2009 ha debuttato nell'Europa League 2010-2011, giocando nel terzo turno preliminare contro il PAOK. Leigh ha militato nelle file del Vålerenga per circa tre anni e mezzo, totalizzando complessivamente 71 presenze e una rete, tra campionato e coppe.

#### Sandefjord
Il 31 agosto 2012, si è trasferito al Sandefjord fino al termine della stagione, tornando così a calcare i campi della 1. divisjon. Ha debuttato con questa maglia in data 2 settembre, schierato titolare nel pareggio casalingo per 3-3 contro il Notodden. Ha contribuito al raggiungimento delle qualificazioni all'Eliteserien, in cui il Sandefjord è stato sconfitto al primo turno dall'Ullensaker/Kisa: in questa porzione di stagione, ha totalizzato 10 presenze, senza mai andare a segno.

#### Kristiansund
Il 30 marzo 2015 è stato ufficialmente ingaggiato dal Kristiansund, formazione militante nella 1. divisjon. Ha esordito in squadra il 10 maggio, subentrando a Magnus Stamnestrø nella vittoria esterna per 2-3 sul campo del Follo. Leigh ha totalizzato 4 presenze in stagione, tra campionato e coppa.

#### Moss
Libero da vincoli contrattuali, in data 16 agosto 2016 ha firmato un accordo valido fino al termine della stagione con il Moss, compagine militante in 2. divisjon. Il 21 dicembre successivo ha rinnovato il contratto che lo legava al club per un'ulteriore stagione.

### Nazionale
Leigh ha collezionato 11 presenze e una rete con la Norvegia under 18, tutte nel corso del 2004. L'anno seguente, è stato convocato nella Nazionale Under-19, per cui ha giocato 3 partite senza alcun gol.

## Statistiche

### Presenze e reti nei club
Statistiche aggiornate al 18 aprile 2023.
| Stagione         | Club             | Campionato       | Campionato | Campionato | Coppe nazionali | Coppe nazionali | Coppe nazionali | Coppe continentali | Coppe continentali | Coppe continentali | Supercoppe | Supercoppe | Supercoppe | Totale | Totale |
| Stagione         | Club             | Comp             | Pres       | Reti       | Comp            | Pres            | Reti            | Comp               | Pres               | Reti               | Comp       | Pres       | Reti       | Pres   | Reti   |
| ---------------- | ---------------- | ---------------- | ---------- | ---------- | --------------- | --------------- | --------------- | ------------------ | ------------------ | ------------------ | ---------- | ---------- | ---------- | ------ | ------ |
| 2003             | Skeid            | 1D               | 1          | 0          | CN              | ?               | ?               | -                  | -                  | -                  | -          | -          | -          | 1+     | 0+     |
| 2004             | Skeid            | 1D               | 17         | 1          | CN              | ?               | ?               | -                  | -                  | -                  | -          | -          | -          | 17+    | 1+     |
| 2005             | Skeid            | 1D               | 14         | 0          | CN              | 1+              | 1+              | -                  | -                  | -                  | -          | -          | -          | 15+    | 1+     |
| 2006             | Skeid            | 2D               | ?          | ?          | CN              | ?               | ?               | -                  | -                  | -                  | -          | -          | -          | ?      | ?      |
| 2007             | Skeid            | 1D               | 20         | 0          | CN              | 1+              | 0+              | -                  | -                  | -                  | -          | -          | -          | 21+    | 0+     |
| 2008             | Skeid            | 2D               | ?          | ?          | CN              | ?               | ?               | -                  | -                  | -                  | -          | -          | -          | ?      | ?      |
| Totale Skeid     | Totale Skeid     | Totale Skeid     | 52+        | 1+         |                 | 2+              | 1+              |                    | -                  | -                  |            | -          | -          | 54+    | 2+     |
| 2009             | Vålerenga        | ES               | 21         | 1          | CN              | 3               | 0               | UEL                | 2                  | 0                  | SN         | 1          | 0          | 27     | 1      |
| 2010             | Vålerenga        | ES               | 6          | 0          | CN              | 1               | 0               | -                  | -                  | -                  | -          | -          | -          | 7      | 0      |
| 2011             | Vålerenga        | ES               | 18         | 0          | CN              | 2               | 0               | UEL                | 3                  | 0                  | -          | -          | -          | 23     | 0      |
| gen.-ago. 2012   | Vålerenga        | ES               | 12         | 0          | CN              | 2               | 0               | -                  | -                  | -                  | -          | -          | -          | 14     | 0      |
| Totale Vålerenga | Totale Vålerenga | Totale Vålerenga | 57         | 1          |                 | 8               | 0               |                    | 5                  | 0                  |            | 1          | 0          | 71     | 1      |
| ago.-dic. 2012   | Sandefjord       | 1D               | 9+1        | 0          | CN              | -               | -               | -                  | -                  | -                  | -          | -          | -          | 10     | 0      |
| 2015             | Kristiansund     | 1D               | 3          | 0          | CN              | 1               | 0               | -                  | -                  | -                  | -          | -          | -          | 4      | 0      |
| ago.-dic. 2016   | Moss             | 2D               | 7          | 1          | CN              | -               | -               | -                  | -                  | -                  | -          | -          | -          | 7      | 1      |
| 2017             | Moss             | 3D               | 11         | 1          | CN              | 0               | 0               | -                  | -                  | -                  | -          | -          | -          | 11     | 1      |
| Totale Moss      | Totale Moss      | Totale Moss      | 18         | 2          |                 | 0               | 0               |                    | -                  | -                  |            | -          | -          | 18     | 2      |
| Totale           | Totale           | Totale           | 139+1+     | 4+         |                 | 11+             | 1+              |                    | 5                  | 0                  |            | 1          | 0          | 157+   | 5+     |